# Vincenzo Speranza
Vincenzo Speranza (L'Aquila, 1868 – L'Aquila, 1951) è stato un avvocato e politico italiano.

## Biografia
Nato all'Aquila nel 1868, conseguì la laurea in giurisprudenza e diventò avvocato, aprendo un suo studio in città, nel quale fece pratica anche Adelchi Serena. Di area liberale, fu sindaco della città dal 1914 al 1924, quando si dimise a causa di scontri con il nuovo regime fascista; al suo posto, venne nominato regio commissario il generale Gustavo Fara. Speranza tornò nuovamente a capo dell'amministrazione comunale il 6 settembre 1943 come commissario prefettizio, dopo la caduta del governo Mussolini, ricoprendo la carica fino al 3 febbraio 1944. Morì nella sua città natale nel 1951.